# Sida pedunculata
Sida pedunculata är en malvaväxtart som beskrevs av Karel Domin. Sida pedunculata ingår i släktet sammetsmalvor, och familjen malvaväxter. Inga underarter finns listade i Catalogue of Life.